# Liste der Monuments historiques in Lapoutroie
Die Liste der Monuments historiques in Lapoutroie führt die Monuments historiques in der französischen Gemeinde Lapoutroie auf.

## Liste der Bauwerke
| Bezeichnung                   | Beschreibung | Standort                   | Kennzeichnung | Schutzstatus | Datum | Bild           |
| ----------------------------- | --- | -------------------------- | ------------- | ------------ | ----- | -------------- |
| Schlachtfeld am Tête des Faux | Gipfel des Tête des Faux und Roche du Corbeau mit Gräben und Unterständen des Ersten Weltkriegs sowie Bergstation der Seilbahn; auch auf dem Gebiet von Le Bonhomme | westlich des Ortes (Lage)  | PA00085502    | Classé       | 1932  |                |
| Kirche Ste-Odile              | 1912 erbaut; Wandgemälde, 1938 von Maurice Denis | Rue de l’Abbé Simon (Lage) | PA00085781    | Inscrit      | 1992  | weitere Bilder |

## Liste der Objekte
| Bezeichnung                                     | Beschreibung | Standort                             | Kennzeichnung | Schutzstatus | Datum | Bild |
| ----------------------------------------------- | --- | ------------------------------------ | ------------- | ------------ | ----- | ---- |
| Grabstein für Jean und Marie-Anne de Martimprey | Sandstein, 1723 | außen an der Kirche Ste-Odile (Lage) | PM68001108    | Inscrit      | 1988  |      |
| Gemälde Heilige Odilia                          | Ölfarbe auf Leinwand, vergoldeter Holzrahmen, 18. Jahrhundert                                                            | in der Kirche Ste-Odile (Lage)       | PM68000528    | Classé       | 1989  |      |
| Altar                                           | Altartisch, Tabernakel, Expositionsnische und zwei Engelsskulpturen; Holz, farbig gefasst und vergoldet, 18. Jahrhundert | in der Kirche Ste-Odile (Lage)       | PM68000529    | Classé       | 1990  |      |